# Logos FM
Pour les articles homonymes, voir Logos (homonymie).

Logos FM est une radio FM  régionale française créée en 1981. Elle diffuse un programme musical et culturel sur les départements de l'Allier et du Puy-de-Dôme.

## Histoire
Logos FM a été créée le 21 septembre 1981 à Vichy, elle portait alors le nom de "Radio Logos". Ce fut une des premières radios libres à émettre sur la ville de Vichy . En 1992 elle a obtenu 3 fréquences supplémentaires et a pris le nom de "Logos FM". En 2012 elle a installé ses studios à Chamalières à proximité immédiate de Clermont-Ferrand. En 2017, elle a installé un studio à l'Espace Atrium à Vichy pour un décrochage local de 12h00 à 16h00. Logos FM a résisté à l'appel des réseaux et a reçu divers prix pour la qualité de ses émissions.

## Audience et aire de diffusion
La radio émet sur les départements de l'Allier et du Puy-de-Dôme. En 2017 elle possède 4 fréquences : 93.8 sur Vichy, 92.1 sur Moulins, 101.6 sur Clermont-Ferrand et 94.7 sur Issoire, ce qui lui permet de couvrir un bassin géographique d'un million d'habitants. En 2020, elle possède une nouvelle fréquence à Ambert 99.1 et adopte un nouveau logo (https://www.facebook.com/logosfmradio/photos/p.3608033049237134/3608033049237134/?type=1&theater).

## Programmation
La programmation musicale de Logos FM est de style pop/rock/electro. La radio retransmet également des compétitions sportives locales et diffuse des débats sur différents sujets et diverses animations extérieures.